# 7 août 1930
Le jeudi 7 août 1930 est le 219e jour de l'année 1930.

## Naissances
- Joe Farman (mort le 11 mai 2013), géophysicien britannique
- Sergio Fantoni (mort le 17 avril 2020), acteur italien
- Togroul Narimanbekov (mort le 2 juin 2013), artiste azéri
- Veljo Tormis (mort le 21 janvier 2017), compositeur estonien
- Veludo (mort le 26 octobre 1979), joueur de football brésilien

## Décès
- Dorr Felt (né le 18 mars 1862), Inventeur américain
- James D. Phelan (né le 20 avril 1861), homme politique américain
- Robert Cloughen (né le 26 janvier 1889), athlète américain
- Vicente Tosta Carrasco (né le 16 mars 1881), personnalité politique hondurien

## Événements
- Canada : Richard Bedford Bennett (conservateur) devient premier ministre et forme le 15e gouvernement
- Le parti libéral accède au pouvoir en Colombie après 50 ans d’opposition après sa victoire sur les conservateurs divisés. Enrique Olaya Herrera est élu président de Colombie (fin en 1934).
- Henri Guillaumet signe sa 100e traversée des Andes.
- Lynchage de Thomas Shipp et d'Abram Smith